# Nesodactylus
Nesodactylus is een geslacht van uitgestorven pterosauriërs behorend tot de groep van de Macronychoptera dat tijdens het Laat-Jura leefde in het gebied van het huidige Cuba. De typesoort is Nesodactylus hesperius.

## Vondst en naamgeving
In 1918 verzamelde conservator van het American Museum of Natural History Barnum Brown in Cuba, in de provincie Pinar del Río tien kilometer ten noordoosten van Viñales zwarte kalksteenrotsen uit mariene afzettingen uit het Oxfordien (Jaguaformatie, 157 miljoen jaar oud) waarvan hij vermoedde dat ze rijk waren aan visfossielen. Vanaf 1966 werden die eindelijk geprepareerd door Richard Lund door het omhullende gesteente met een zuur op te lossen waardoor de botten zichtbaar werden. Bij zeven aaneensluitende blokken toonden zich zo echter geen resten van een basale vis maar van een wel zeer afgeleid lid van de Osteichthyes of beenvissen: een pterosauriër.
In 1969 benoemde Edwin Harris Colbert op basis van deze resten de typesoort Nesodactylus hesperius. De geslachtsnaam is afgeleid van het Klassiek Griekse nesos, 'eiland' en daktylos, 'vinger', een verwijzing naar het eiland Cuba en naar de voor pterosauriërs kenmerkende vleugelvinger. De soortaanduiding is afgeleid van het Griekse hesperios, 'westelijk', een verwijzing naar de locatie van de vindplaats op het westen van Cuba.
Het holotype is AMNH 2000 en bestaat uit het in zeven stukken verdeelde rotsblok waarop verschillende botten van een enkel individu uitgeprepareerd zijn: delen van de schedel, minstens vijf halswervels, ruggenwervels, staartwervels, delen van het bekken, twee stukken dijbeen, middenvoetsbeenderen, ribben, het borstbeen, de schoudergordel en het grootste deel van beide vleugels. Een groot deel van het skelet is dus bekend en daarbij is het niet platgedrukt zoals bij andere pterosauriërfossielen vaak wel het geval is. Daar staat dan tegenover dat de verschillende onderdelen zeer verspreid door elkaar liggen en dat het grootste deel van de schedel en de achterpoten onbekend is.

## Beschrijving
Colbert schatte de vleugelspanwijdte niet maar gaf een vergelijking met verschillende exemplaren van andere pterosauriërs; Nesodactylus blijkt dan vleugelbotten te hebben die in de onderarmen en vingers een kwart tot de helft langer zijn dan Rhamphorhynchus muensteri of Campylognathoides zitteli, die op zo'n 1,75 meter geschat worden. Een vlucht van ruim twee meter is dus waarschijnlijk, wat vrij veel is voor een basale pterosauriër.
Nesodactylus heeft een lange staart, verstevigd door lange werveluitsteeksels, die Colbert aanzag voor verbeende pezen. De schoudergordel is vrij licht gebouwd. Het borstbeen heeft een zeer diep uitstekende kiel en is van achter afgerond; de zware cristospina vormt een scherpe punt. De vleugels zijn relatief groot en robuust met vooral een zwaar 46,5 millimeter lang opperarmbeen. De darmbeenderen staken ver naar voren uit, als aanhechtingsvlakken voor sterke spieren die de stevige achterpoten bewogen. De praepubes zijn basaal van vorm en erg breed als bij Peteinosaurus. Colbert schatte dat de schedel vrij groot was, gezien de sterkte van de halswervels.

## Fylogenie
Colbert plaatste Nesodactylus in de Rhamphorhynchidae en meer bepaaldelijk in de Rhamphorhynchinae, als een nauwe verwant van Rhamphorhynchus. In 1969 vertegenwoordigde de soort de best bekende pterosauriër uit het Jura van Amerika. Latere classificaties hebben deze plaatsing meestal gevolgd. Nesodactylus is niet opgenomen geweest in de grote kladistische analyses van de laatste jaren. Daarmee is de toewijzing wat onzeker en er is gesuggereerd dat de positie van de soort aanzienlijk basaler zou kunnen zijn.

## Levenswijze
Gezien de zware borstspieren moet Nesodactylus een krachtige vlieger geweest zijn.